# Корніївка (Любашівський район)
Корні́ївка — колишнє село Агафіївської сільської ради Любашівського району Одеської області (Україна). Лежало біля автотраси Полтава-Кишинів. Займало площу 0,148 км², було розташоване на висоті 170 м над рівнем моря. Зняте з обліку 12 травня 2010 року.

## Історія
На околиці колишнього села археологи виявили поселення пізньої бронзової доби (кінець II тисячоліття до н. е.).
Село засноване 1820 року.
Була волосним центром[джерело?].
Під час Голодомору 1932—1933 років померло щонайменше 11 жителів села.
За радянських часів у селі містився колгосп «Україна» — один із найбільших в Одеській області. Була лікарня, школа,поштове відділення.
12 травня 2010 року Корніївку знято з обліку і виключено з облікових даних адміністративно-територіального устрою Любашівського району через те, що в цьому населеному пункті більше ніхто не проживає.

## Населення
Згідно з переписом УРСР 1989 року чисельність наявного населення села становила 7 осіб, з яких 3 чоловіки та 4 жінки.
За переписом населення України 2001 року в селі мешкали 2 особи. 100 % населення вказало своєю рідною мовою українську мову.